# Ephippiochthonius maroccanus
Espèce
Synonymes
- Chthonius maroccanus Mahnert, 1980

Ephippiochthonius maroccanus est une espèce de pseudoscorpions de la famille des Chthoniidae.

## Distribution
Cette espèce est endémique du Maroc. Elle se rencontre dans la Grotte de Ras el Oued à Taza.

## Description
Le mâle holotype mesure 1,33 mm.

## Étymologie
Son nom d'espèce lui a été donné en référence au lieu de sa découverte, le Maroc.

## Publication originale
- Mahnert, 1980 : Zwei neue Chthonius-Arten (Pseudoscorpiones) aus Hohlen Marokkos. Mitteilungen der Schweizerischen Entomologischen Gesellschaft, vol. 53, no 2/3, p. 215-219.